# Umberto Mondio
Umberto Mondìo Landi (Messina, 2 gennaio 1902 – Roma, 10 giugno 1981) è stato un prefetto italiano.

## Biografia
Mondìo Landi nacque a Messina nel 1902 da Guglielmo Mondìo Tricomi (1862-1960), noto medico e docente universitario, e da Antonietta Landi (1872-1937). Apparteneva alla famiglia Mondìo, esponente dell’aristocrazia cittadina e parte dell’agiata borghesia messinese.
Intrapresa la carriera prefettizia, fu nominato commissario prefettizio della Provincia di Catania il 19 ottobre 1946, incarico che ricoprì fino al 28 maggio 1947. Il 20 maggio 1947, assunse l’incarico di prefetto della provincia di Ragusa, rimanendo in carica fino al 10 ottobre 1951. L’11 ottobre 1951 fu trasferito come prefetto della provincia di Rovigo, dove il suo mandato fu segnato dall’urgente gestione dell’Alluvione del Polesine del novembre 1951.
Il 7 gennaio 1953 fu nominato prefetto della provincia di Latina, incarico che mantenne fino al 25 ottobre 1954, data in cui venne trasferito a Salerno, dove fu prefetto fino al 18 ottobre 1961. Successivamente, dal 19 ottobre 1961 fino al 1966, ricoprì la carica di prefetto della provincia di Parma.
Morì a Roma nel 1981 e fu sepolto nel cimitero comunale di San Felice Circeo, accanto alla moglie Iris Perico, scomparsa circa vent’anni prima.
Era cugino di primo grado del politico messinese Michele Crisafulli Mondìo e cugino di secondo grado del giurista e parlamentare Vincenzo Michele Trimarchi.

## Ascendenza
|                                                       |                    |                                                 | Genitori             |  |  | Nonni                  |  |  | Bisnonni             |  |
|                                                       |                    |                                                 |                      |  |  | Pietro Mondìo La Corte |  |  | Paolo Mondìo Laudamo |  |
|                                                       |                    |                                                 |                      |  |  | Pietro Mondìo La Corte |  |  | Paolo Mondìo Laudamo |  |
|                                                       |                    | Teresa La Corte dei Baroni di Ciuramini         |                      |  |  | Pietro Mondìo La Corte |  |  |                      |  |
| Professore Guglielmo Mondìo Tricomi                   |                    |                                                 |                      |  |  | Pietro Mondìo La Corte |  |  |                      |  |
|                                                       |                    | Giovanna Tricomi                                | Francesco Tricomi    |  |  |                        |  |  |                      |  |
|                                                       |                    | Giovanna Tricomi                                | Francesco Tricomi    |  |  |                        |  |  |                      |  |
|                                                       |                    | Giovanna Tricomi                                | Ninfa Gentile        |  |  |                        |  |  |                      |  |
| Cavaliere di Gran Croce, Dottore Umberto Mondìo Landi |                    | Giovanna Tricomi                                |                      |  |  |                        |  |  |                      |  |
|                                                       | Gen. Antonio Landi | Gen. Francesco Landi                            |                      |  |  |                        |  |  |                      |  |
|                                                       | Gen. Antonio Landi | Gen. Francesco Landi                            |                      |  |  |                        |  |  |                      |  |
|                                                       | Gen. Antonio Landi | Raffaella De Marinis dei Principi di Ricigliano |                      |  |  |                        |  |  |                      |  |
| Antonietta Landi                                      | Gen. Antonio Landi |                                                 |                      |  |  |                        |  |  |                      |  |
|                                                       |                    | Maria La Spada                                  | Paolo La Spada       |  |  |                        |  |  |                      |  |
|                                                       |                    | Maria La Spada                                  | Paolo La Spada       |  |  |                        |  |  |                      |  |
|                                                       |                    | Maria La Spada                                  | Antonie Bette Minasi |  |  |                        |  |  |                      |  |
|                                                       |                    | Maria La Spada                                  |                      |  |  |                        |  |  |                      |  |